# Oldenbergiella callosa
Oldenbergiella callosa är en tvåvingeart som beskrevs av Leander Czerny 1924. Oldenbergiella callosa ingår i släktet Oldenbergiella och familjen myllflugor. Inga underarter finns listade i Catalogue of Life.